# فرنسيس إس. كوري
فرنسيس إس. كوري (بالإنجليزية: Francis Sherman Currey)‏ هو عسكري أمريكي، ولد في 29 يونيو 1925 في Loch Sheldrake, New York ‏ في الولايات المتحدة، وتوفي في 8 أكتوبر 2019 في Selkirk, New York ‏ في الولايات المتحدة.